# 사사가키 료스케
사사가키 료스케(일본어: 笹垣 亮介, 1985년 1월 13일 ~ )는 일본의 전 축구 선수이다.

## 구단 경력
과거 에히메 FC에서 활동하였다.